# Stevie Graham
Stephen « Stevie » Graham né le 11 juin 1982 à Wilmington dans le Delaware est un joueur américain de basket-ball.

## Cursus universitaire
Stephen réalise son cursus universitaire à l'université d'État de l'Oklahoma où il obtient son diplôme de gestion de l'aviation. Il joue en parallèle dans l'équipe de basket-ball, les Cowboys d'Oklahoma State avec lesquels il réalise trois saisons aux côtés de son frère jumeau Joey Graham.

## Carrière professionnelle
Les deux frères se présentent à la draft 2005 de la NBA. Joey est sélectionné en 16e par les Raptors de Toronto, mais Stephen est laissé de côté.
Stephen Graham participe à la NBA Summer League sous les couleurs des Suns de Phoenix, puis des Spurs de San Antonio, mais malheureusement malgré des statistiques solides, aucune des deux équipes ne signe un contrat avec lui.
Il rejoint alors l'équipe du Skyforce de Sioux Falls où il réalise une bonne saison et participe au All-Star Game CBA 2006.
Après avoir signé plusieurs contrats de 10 jours avec différents clubs NBA, Stephen Graham signe un contrat d'une saison avec les Cavaliers de Cleveland où il s'affirme davantage, il est ensuite envoyé aux Trail Blazers de Portland, mais à la suite d'un conflit avec les dirigeants[réf. nécessaire], le contrat est rompu, il arrive alors chez les Pacers de l'Indiana où il devient un bon remplaçant dans une équipe qui privilégie la jeunesse. Il signe avec les Bobcats de Charlotte en septembre 2009 et envoyé aux Nets du New Jersey l'année suivante.